# Irenika
Irenika (z řec. eiréné, mír) je smírné učení, které neuznává výlučný nárok na pravdu ze strany katolické církve. V křesťanské teologii se jednalo se o směr snažící se o dorozumění mezi církvemi. V době raného novověku byl irenismus chápán jako teologická disciplína, která měla usilovat o mírové a smířlivé urovnání sporů mezi různými křesťanskými stranami a denominacemi; zaměřovala se zejména na to, co bylo společné a spojující. V rámci novější protestantské teologie tato kdysi samostatná teologická disciplína zanikla. Slovo „irénický“ bylo postupně nahrazeno jinými pojmy, jakými jsou například: dialog, hledání konsenzu a ekumenismus.

## Historie

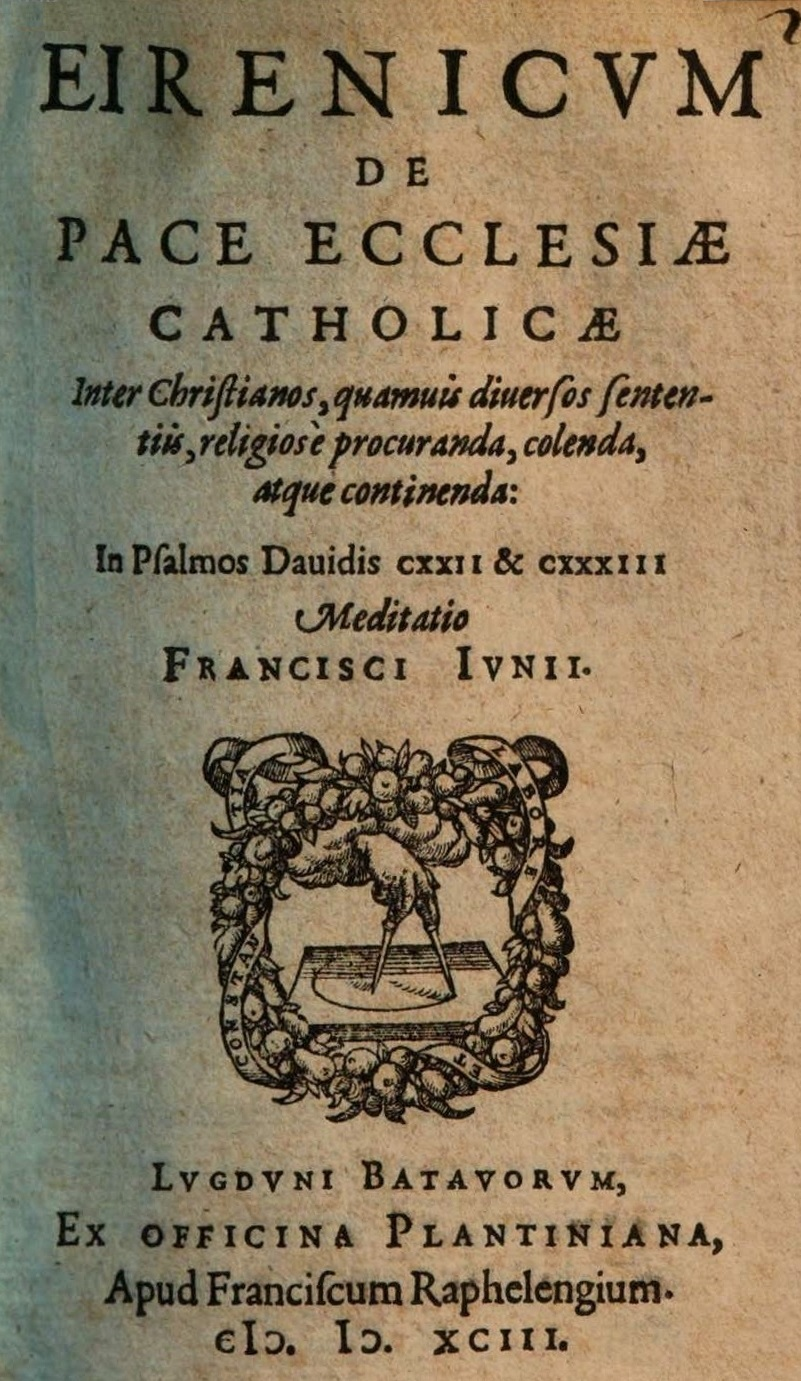
Titulní list knihy Eirenicum

Poprvé se toto slovo objevuje v roce 1593 v názvu díla Eirenicum, které sepsal reformovaný teolog František Junius Starší. V ostré kritice násilných náboženských válek Junius zdůrazňuje mírotvorný charakter křesťanské víry a odmítá jakoukoli formu nábožensky motivovaného násilí, stejně jako ostré polemiky, s nimiž mnoho teologů útočilo na ostatní denominace.
V 17. století byl nejvýznamnějším irénikem a pacifistou Jan Amos Komenský. Irénické snahy rovněž rozvíjela Jednota bratrská.
Humani Generis, encyklika papeže Pia XII. z roku 1950, odsuzuje irénický postoj podle něhož jsou „závažné, nepřijatelné chyby“ tolerovány z přehnané touhy po míru a smíření.